# Internet Explorer 11
Internet Explorer 11 (IE11) – 11. wersja Internet Explorera. Została wydana przez Microsoft w dniu 17 października 2013 na systemy Windows 8.1 i 7 listopada 2013 na Windows 7. 
Jest to ostatnia wersja przeglądarki pod tą nazwą, docelowo zastąpi ją „tryb IE” wbudowany w Microsoft Edge.
Najistotniejsze zmiany:
- obsługa WebGL i protokołu SPDY
- synchronizacja kart pomiędzy urządzeniami
- nowy menedżer pobierania w Modern UI
- synchronizacja kart z innymi komputerami.

15 czerwca 2022 roku firma Microsoft zakończyła udzielania wsparcia technicznego. Począwszy od kompilacji 21387 systemu Windows 10 Internet Explorer będzie stopniowo usuwany.